# Beuvry Communal Cemetery And Extension
Le Beuvry Communal Cemetery And Extension est un cimetière de la Première Guerre mondiale situé à Beuvry dans le département français du Pas-de-Calais. Le cimetière est entretenu par la Commonwealth War Graves Commission. 

## Histoire
Pendant la guerre, le village de Beuvry a été en grande partie occupés par les Royal Engineers, par l'approvisionnement et par l'artillerie. Beuvry Communal Cemetery a été utilisé par les unités et les ambulances de novembre 1914 au mois d'août 1916. L'extension a commencé en mars 1916 jusqu'en octobre 1918. Après l'armistice il y a été concentré plusieurs charniers découvert au Nord et à l'Est de Béthune

## Sépultures
| Pays           | Sépultures (Communal) | Sépultures (Extension) |
| -------------- | --------------------- | ---------------------- |
| Royaume-Uni    | 57                    | 204                    |
| Canada         | 7                     | -                      |
| Afrique du Sud | -                     | 2                      |
| Inde           | 5                     | -                      |
| Total          | 69                    | 206                    |
| Total          | 275                   |                        |

## Galerie

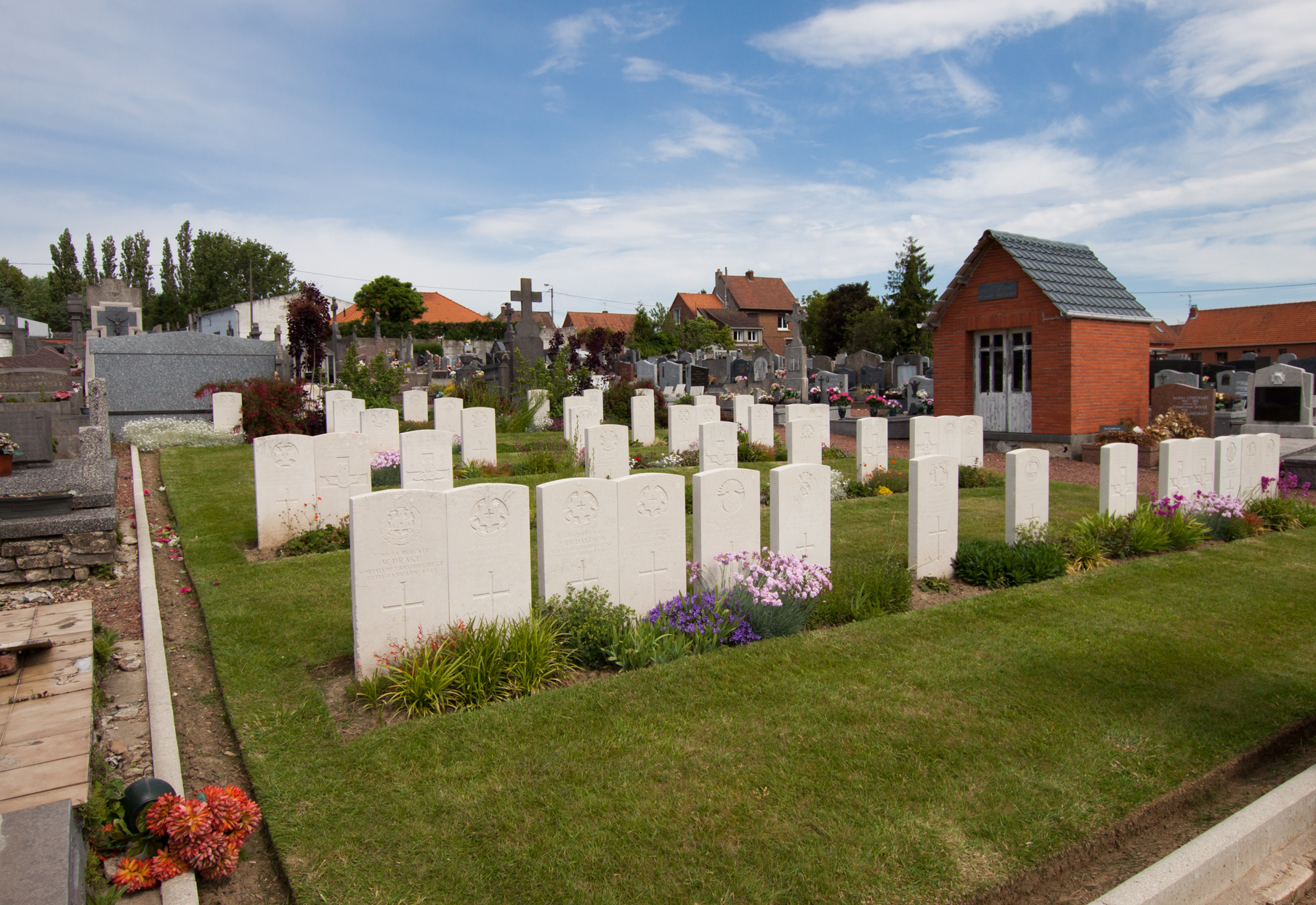
Beuvry Communal Cemetery
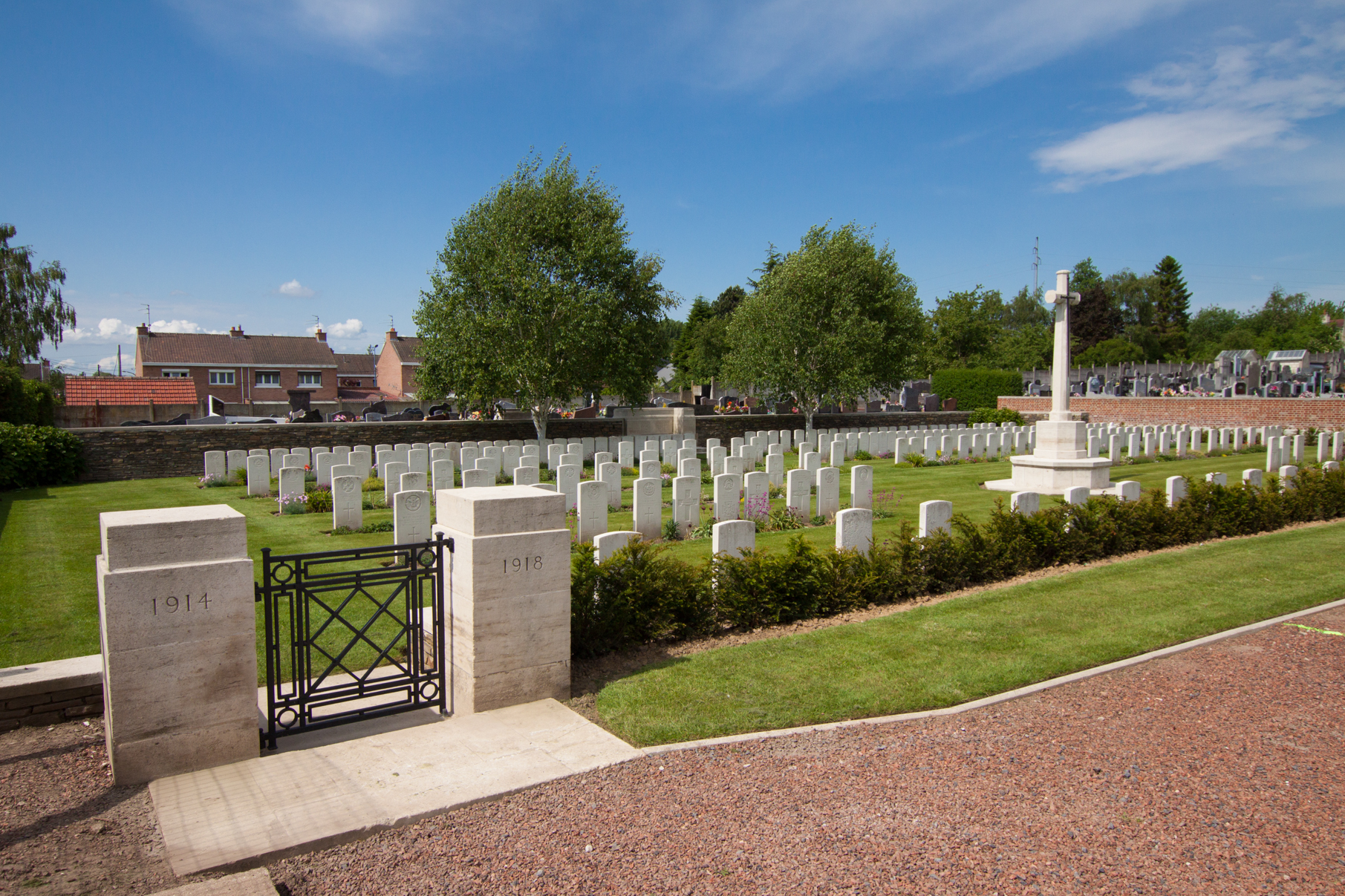
Beuvry Communal Cemetery Extension

## Pour approfondir